# Jiří Karásek ze Lvovic

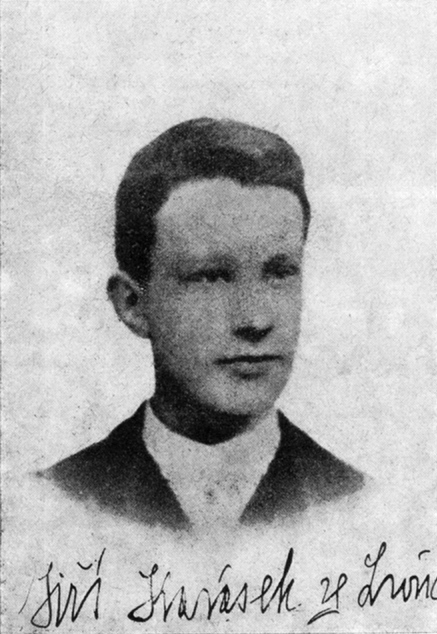
Jiří Karásek ze Lvovic ve věku 20 let

Jiří Josef Antonín Karásek ze Lvovic, vlastním jménem Josef Karásek, (24. ledna 1871 Smíchov – 5. března 1951 Praha) byl český básník, spisovatel, kritik, překladatel a editor – jeden z hlavních autorů české literární moderny přelomu století, která navazovala na evropský novoromantismus 2. poloviny 19. století, na francouzský literární symbolismus a dekadenci. Jako kritik zastával krédo, že kritika má být uměleckou disciplínou, a jeho kritické dílo je oficiálně řazeno do žánru tzv. impresionistické kritiky.
Ve 20. letech uspořádal ze své ředitelské funkce pražské Poštovní muzeum a jeho novou expozici v budově Karolina. Působil jako redaktor v uměleckých časopisech Moderní revue, Týn, Literární listy, Okultní a spiritualistická revue, Český bibliofil. Studijní zájem o okultismus uplatnil i jako zakládající člen martinistické lóže Simeon (1924).
Přídomek ze Lvovic ke svému jménu připojil na základě rodinné tradice, že je potomkem erbovní rodiny Lvovických ze Lvovic z Hradce Králové (pocházel z ní hvězdář ze 16. století Cyprián Lvovický ze Lvovic). Od roku 1901 se psal jako Jiří Karásek ze Lvovic (přijaté a literární jméno).

## Životopis
Narodil se v rodině drážního průvodčího Andrease Karáska (1830–1890) a jeho manželky Anny, rozené Feitové (1839–1900). Měl 6 sourozenců, z nichž dva zemřeli v dětském věku. Pokřtěn byl jako Josef Karásek. Některé druhotné zdroje uvádějí „vlastním jménem“ Jiří Antonín Karásek nebo „občanským jménem“ Josef Jiří Antonín Karásek Na policejní přihlášce z roku 1900 je uveden jako Josef Georg.
Po ukončení studia na Městské střední škole na Malé Straně v Praze roku 1890 pokračoval na bohoslovecké fakultě, kde strávil necelé dva roky. Poté žil rok v Bavorsku. V roce 1892 nastoupil jako úředník k poště, kde mj. jezdil ve vlakové poště do Vídně. V roce 1921 byl jmenován ředitelem knihovny ministerstva pošt a ředitelem Poštovního muzea a archivu.
V roce 1894 založil společně s Arnoštem Procházkou časopis Moderní revue, ve kterém uveřejňovali zejména moderní české a francouzské literární a výtvarné umění. V následujícím roce, když byl soudně stíhán Oscar Wilde, se v červnovém čísle časopisu Karásek poprvé v českých dějinách pokusil o veřejnou obhajobu homoerotického cítění. Ve 30. letech byl postupně členem redakcí dvou „listů pro sexuální reformu“ – Hlas a Nový hlas.
Byl především spisovatelem, autorem řady básnických sbírek i próz (románů, novel a biblických apokryfů). Jeho poezie nese společné rysy novoklasicismu, symbolismu a dekadence. Sbírka Sodoma byla v roce 1895 pro svou údajnou „nemravnost“ konfiskována. Některé z jeho románů jsou historiky po r. 1989 sekundárně řazeny do širšího okruhu literatury science fiction. Své literární juvenilie, které publikoval převážně časopisecky do r. 1894, ze svých spisů vyřadil a zakazoval jejich další otisk (mj. romány Bezcestí, Mimo život a drama Hořící duše).
Duchovní souznění ho spojovalo mj. s malíři Karlem Hlaváčkem, Františkem Koblihou, Wlastimilem Hofmanem a Janem Zrzavým, který se ve své tvorbě z počátku 20. století inspiroval mj. i Karáskovou prózou Legenda o melancholickém princi a v roce 1910 daroval básníkovi svou kresbu Hlava Jana Křtitele (Karásek také r. 1948 napsal doprovodný text do katalogu jeho výstavy v Brně, která byla na dlouhou dobu poslední).
Zemřel po delší nemoci v Nemocnici Milosrdných sester sv. Karla Boromejského pod Petřínem na následky zápalu plic.

### Aféra anonymních listů
Roku 1909 vypukl jeden z nejpodivnějších českých literárních skandálů. Řada umělců a politiků zpočátku roku obdržela anonymní dopisy plné společenských klepů, osobních obvinění a vulgarit (i kreslených). Hlavním mluvčím postižené skupiny se stal F. X. Šalda, ten se zapříčinil o zveřejnění celé záležitosti. Jako pisatel dopisů byl označen, a tedy skandalizován, Karásek – jeho osobní život tak byl přetřásán v tisku, obvinění se šířilo, aniž by však byl předložen jakýkoliv důkaz k němu. Karásek na svoji obranu vydal vlastním nákladem brožuru Anonymní listy čili Aféra "pěti spisovatelů" (1910). Dozvuky aféry byly slyšitelné a viditelné ještě v letech 1912–1913.

### Karáskova galerie
Po celý život vášnivě sbíral slovanské umění a grafiku. Jeho sbírka patří k největším uceleným souborům tohoto druhu v Čechách. Během svého života shromáždil rozsáhlou soukromou knihovnu (48 000 svazků) a sbírku slovanského umění a grafiky (40 000 položek). Roku 1924 tuto tzv. Karáskovu galerii věnoval Československé obci sokolské (ČOS). Galerie byla od roku 1925 umístěna v sídle ČOS v Tyršově domě v Praze, s podmínkou, že ji bude do konce života spravovat. Od roku 1954 je součástí Památníku národního písemnictví sídlícího na pražském Strahově.

## Dílo

### Literární dílo
- Zazděná okna (1894)
- Sodoma (1895) – byla cenzurou zakázána a vyšla znovu až o deset let později po interpelaci sociálnědemokratického poslance Josefa Hybeše ve vídeňském parlamentu
- Stojaté vody (1895), próza
- Kniha aristokratická (1896) – nové vydání těch básní ze sbírky Sodoma, které nebyly zabaveny cenzurou
- Sexus necans (1897)
- Gotická duše (1900, přepracované vydání 1905 a 1921)
- Impresionisté a ironikové, (1903)
- Hovory se smrtí (1904),
- Romány tří mágů: Román Manfreda Macmillena (1907), Scarabaeus (1908), Ganymedes (1925)
- Endymion (1909)
- Ostrov vyhnanců (1912)
- Písně tulákovy o životě a smrti (1930)
- Ztracený ráj (1938)
- Zplozenci pekla (1940) přepracovaný román Josefa Jiřího Kolára
- Poslední vinobraní (1946)
- Vzpomínky (posmrtně, 1994)

### Odborné publikace a články
- Výstava děl sochaře Rodina v Praze, Moderní revue 8, 1901–1902, s. 474
- Renesanční touhy v umění, Praha 1902
- Impresionisté a ironikové, Praha 1903
- Chimérické výpravy, Praha 1905
- Umění jako kritika života, Praha 1906
- František Kobliha, Moderní revue 30, 1923–1924, s. 123
- Grafika Františka Bílka, Hollar 3, 1925–1926, s. 49–58
- Grafický kabinet v Karáskově galerii, Hollar 3, 1926–1927, s. 12–25
- Tvůrcové a epigoni. Kritické studie, Praha 1927
- Cesta mystická, Praha 1932